# NGC 5512
NGC 5512 ist eine 14,4 mag helle elliptische Galaxie vom Hubble-Typ E im Sternbild Bärenhüter und etwa 198 Millionen Lichtjahre von der Milchstraße entfernt.
Sie wurde am 3. Mai 1883 von Édouard Stephan entdeckt.